# Élémentaire, mon cher Baloo
Albums de Douchka
Taram et le Chaudron magique
(1985)
Singles
1. (1,2,3) Mickey, Donald et moi...
Sortie : Janvier 1984
2. Élémentaire, mon cher Baloo
Sortie : 1984

Élémentaire, mon cher Baloo est le premier album studio de la chanteuse française Douchka, ambassadrice de Walt Disney en France, sorti en décembre 1984.

## Univers
Le titre de l'album fait référence à la fameuse phrase « Élémentaire, mon cher Watson » associée à Sherlock Holmes, personnage de fiction créé par Sir Arthur Conan Doyle.
Baloo est un ours lippu jovial, sympathique et amuseur apparu pour la première fois dans Le Livre de la jungle (The Jungle Book), 24e long-métrage d'animation et 19e « Classique d'animation » des studios Disney, sorti en 1967.

## Fiche technique
- Production et réalisation : Humbert « Mémé » Ibach et Charles Rinieri
- Arrangements et direction : J. Claudric, D. Perrier, H. Roy
- Son : Philippe Manin, Eric Arburger
- Mixage : René Ameline (studio Ferber), Claude Martenot (Studio 92), Dominique Poncet (studio des Dames)
- Gravure : André Perillat - Master One
- Photos : Bernard Leloup
- Illustrations : Jean-Claude Gibert sur une idée de V. Tealdi

Musiciens
- Basse : Jannick Top
- Batterie : Claude Salmieri
- Synthétiseur : Georges Rodi
- Guitare : Slim Pezin

## Titres
1. Élémentaire, mon cher Baloo (A. Darnell - M. Mazur - adapt : C. Lemesle - H. Ibach) 4:00
2. Bambi (J.P. Bourtayre / J. Frogier - H. Ibach) 3:55
3. Je chante parce que je t'aime (C. Morgan - C. Lemesle - H. Ibach) 3:57
4. Goofy le meilleur (Gonyea - adapt : H. Ibach - Y. Decca - J. Claudric) 3:56
5. Mon p'tit cœur (Henry Hoffman - Gary Klein - adapt : P. Loiseau - Ch. Rinieri)
6. 1,2,3, Mickey, Donald et moi (Ruben Amado / Javier Santos - adapt : H. Ibach - M. Jouveaux) 3:55
7. Mon prince (Didier Barbelivien / P. Delanoë - H. Ibach) 3:20
8. Happy birthday mr. Donald (Michael et Patty Silversher - adapt : C. Lemesle - Ch. Rinieri) 3:15
9. Douc'ment Douchka (M. Heron / C. Lemesle - Ch. Rinieri) 3:00
10. Robin des Bois des grandes cités (J. Claudric - Ch. Rinieri / C. Lemesle - H. Ibach) 3:40

## Singles
- 1,2,3, Mickey, Donald et moi - Janvier 1984 (classé no 12 en France)[1]
- Élémentaire, mon cher Baloo - 1984 (classé no 11 en France)